# Tribadisme

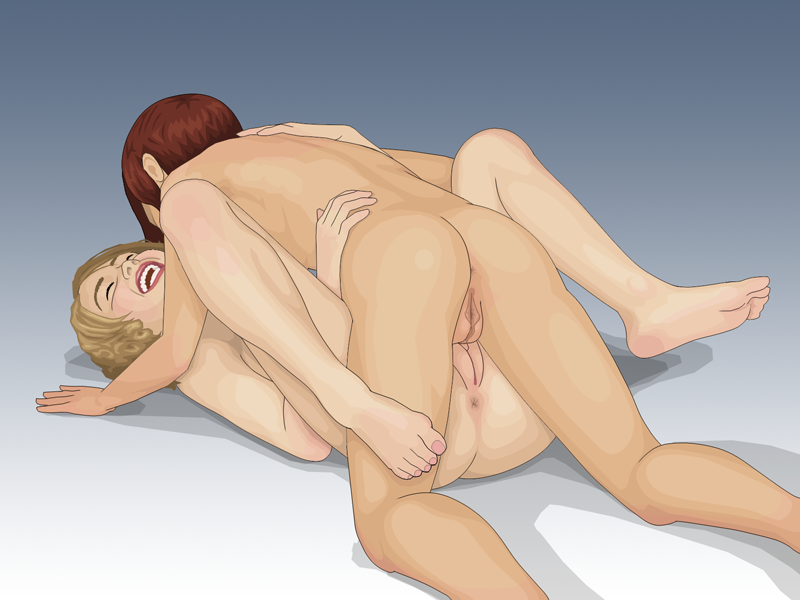
Femmes pratiquant le tribadisme dans la position du missionnaire.

Le tribadisme est une pratique sexuelle entre femmes qui consiste à se frotter mutuellement la vulve, le clitoris, ou d'autres partie du corps afin d'obtenir, par le frottement, du plaisir, voire l'orgasme.

## Historique
Dans l'Antiquité, le tribadisme désignait la recherche de l'orgasme avec une personne de même sexe, raison pour laquelle ce mot peut être synonyme de lesbianisme, voire d'homosexualité.

## Pratiques

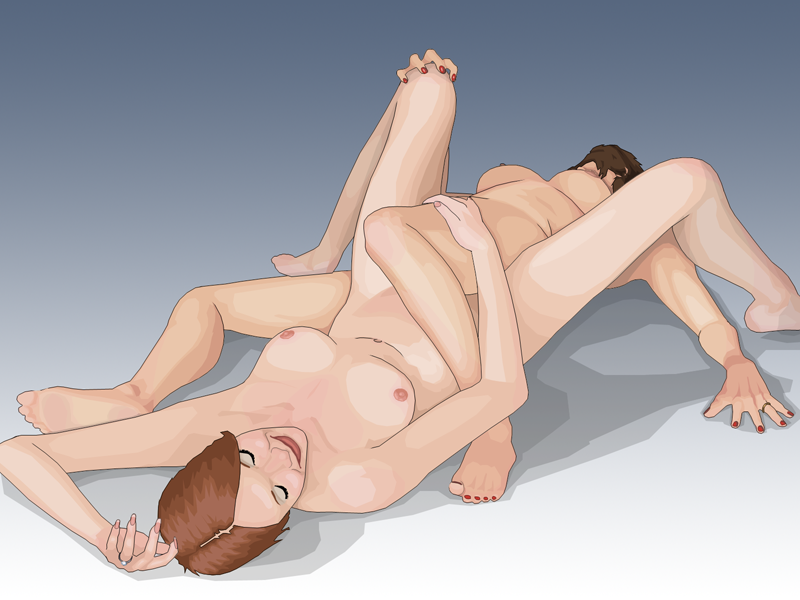
Deux femmes pratiquant la position du ciseau allongé

Le tribadisme est une caresse érotique qui consiste à frotter la vulve d'une femme contre celle de sa partenaire, la cuisse, le ventre, les fesses, le bras ou une autre partie du corps,,.
Ceci peut être réalisé dans un certain nombre de positions sexuelles, notamment la position du missionnaire, la position du chevauchement, la levrette, la position en ciseaux ou autres,.

### La position du ciseau
La position la plus connue, mais assez complexe à maîtriser, est celle du ciseau. Il y a plusieurs variantes :
1. La position du « ciseau vertical » : les deux partenaires sont assises, les cuisses écartées, les jambes en V, chaque partenaire prenant en ciseaux le bassin de l'autre afin d'obtenir un contact maximal entre les deux vulves. Les partenaires sont actives, remuant de concert pour assurer la stimulation de la vulve et du clitoris. Elles ont les mains libres pour caresser les autres zones érogènes.
2. La position du « ciseau alterné » : le principe est le même, mais l'une des deux partenaires est allongée sur le dos, une jambe repliée, pendant que l'autre la surmonte. Les deux peuvent remuer, ou l'une des deux peut rester « passive ».
3. La position du « ciseau allongé » : les deux partenaires sont allongées, prenant en ciseau le bassin de l'autre, et remuent toutes les deux.

Cette pratique sexuelle a de nombreux avantages. En effet, elle permet un frottement optimal entre les deux sexes et elle offre la liberté de stimuler de nombreuses zones érogènes disponibles. En revanche, elle nécessite une excellente lubrification et présente des difficultés physiques. Le ciseau peut aussi être pratiqué en glissant un vibromasseur entre les deux partenaires.

### La position du missionnaire
Cette position sexuelle répandue chez les couples hétérosexuels est également pratiquée par les couples lesbiens, car il permet l'échange de baisers. En pratique, l'une des deux femmes est couchée sur le dos, cuisses écartées, tandis que la seconde s'allonge sur elle. Le plaisir est obtenu par le frottement des deux zones génitales l'une contre l'autre.

### Autres positions
Il est impossible de décrire toutes les pratiques du tribadisme. Néanmoins voici les plus courantes :
- Les deux femmes s'allongent sur le ventre, l'une sur l'autre. Celle du dessus, dans un mouvement ondulant du bassin, frotte son sexe contre les fesses de sa partenaire.
- L'une des deux femmes caresse le sexe de sa partenaire avec ses seins.
- En frottant une cuisse contre leur sexe, les deux femmes se donnent simultanément du plaisir.

## Prévalence
En 2003, Julia V. Bailey et son équipe de recherche ont publié des données basées sur un échantillon du Royaume-Uni de 803 femmes lesbiennes et bisexuelles fréquentant deux centres de santé sexuelle pour lesbiennes à Londres et de 415 femmes ayant des rapports sexuels avec des femmes,.  L'étude a indiqué que les pratiques sexuelles entre femmes les plus couramment citées « étaient le sexe oral, la pénétration digitale vaginale, la masturbation mutuelle et le tribadisme (frottage avec contact génital à génital ou frottement des organes génitaux contre une autre partie du corps de la partenaire), pour 85 % des femmes ayant des rapports sexuels avec des femmes ».

## Dans la culture populaire

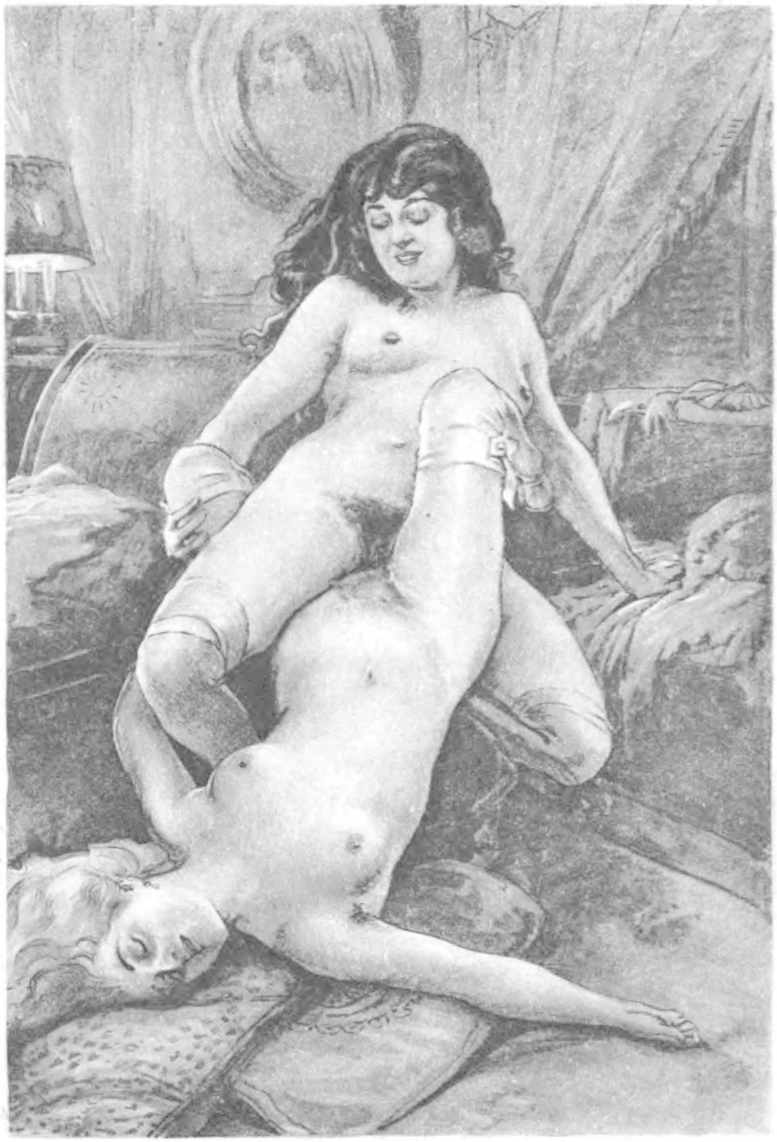
Illustration du roman Gamiani ou Deux nuits d'excès.

### Cinéma
- 1991 : Sex and Zen, entre Rena Murakami et Isabella Chow
- 2013 : La Vie d'Adèle, entre Léa Seydoux et Adèle Exarchopoulos
- 2015 : Sense8 (série télévisée), entre Freema Agyeman et Jamie Clayton (saison 1, épisode 1)
- 2017 : Amori che non sanno stare al mondo, entre Lucia Mascino et Valentina Bellè

### Peinture
- XVIIIe siècle : Les Deux Amies de Jean-Jacques Lagrenée

### Jeux vidéo
- Dans la saga Mass Effect, plusieurs options de romances lesbiennes sont possibles si le joueur décide d'incarner un Commandant Shepard féminin.
- Dans The Last of Us Part II, le personnage d'Ellie a une relation sexuelle avec le personnage de Dina.
- Dans Cyberpunk 2077, si le joueur décide d'incarner un V femme, il peut commencer une romance avec le personnage de Judy Alvarez et avoir une relation sexuelle avec elle.

### Manga et anime
- Dans le manga Chainsaw Man de Tatsuki Fujimoto, la Devil Hunter Quanxi a plusieurs fois des relations sexuelles avec les quatre hominidémones qui l'accompagnent.

## Risques
La position en ciseau peut engendrer la transmission de MST comme l'herpès génital ou le condylome, voire le VIH par l'échange des sécrétions vaginales (au même titre qu'un rapport hétérosexuel).

### Filmographie
- Lesbian Sex and Sexuality, série documentaire américaine de 2007, réalisée par Katherine Linton